# Tortilla Soup
Tortilla Soup es una película norteamericana, dirigida por María Ripoll en el año 2001. Es una adaptación al ambiente hispano del argumento de la película oriental Comer, beber, amar dirigida por Ang Lee.

## Argumento
El patriarca de la familia Naranjo es Martin (Héctor Elizondo), un chef viudo que vive con sus tres hijas, Carmen, Maribel y Leticia. Cada una es diferente y aprovecha la tradicional cena del domingo (la cena es sagrada y es imperdonable faltar) para anunciar sus decisiones, algunas de ellas grandes preocupaciones para su padre. Maribel (Tamara Mello) es la más pequeña y tiene el complejo de que nadie le escucha nunca. Además está a punto de comenzar la Universidad y se va a plantear una nueva vida al conocer a su novio brasileño. Leticia (Elizabeth Peña), profesora de instituto, por otra parte, le da menos disgustos a Martin pero sí a sus hermanas, que consideran que debe cambiar muchas cosas en su vida, ahora que ha consagrado al Señor. Quizás con la hija con quién más discute Martin es con Carmen (Jaqueline Obradors), una ejecutiva de éxito a la que más se parece a él y ha heredado su buen gusto para la cocina. A esta familia se une la exuberante Hortensia (Raquel Welch), empeñada en atrapar a Martin.